# Schefar’am
Schefarʿam (hebräisch שְׁפַרְעָם Schfarʿam, arabisch شفا عمرو, DMG Šafā ʿAmr) ist eine Stadt im Nordbezirk Israels östlich von Haifa. 2018 betrug die Einwohnerzahl 41.558. Die Bevölkerung besteht fast ausschließlich aus arabischen Israelis. 57,3 % der Bewohner sind Muslime, 27,5 % Christen und 14,6 % Drusen. Ende 2019 lebten in Schefar’am 10.300 Christen. Nach Nazareth, Haifa und Jerusalem ist Schefarʿam damit die Stadt mit der vierthöchsten Zahl von Christen in Israel.

## Geschichte
Der Ort ist seit dem 2. Jahrhundert urkundlich belegt.
Zur Zeit der Kreuzzüge unterhielten die Templer eine Burg in Schefarʿam, die sie Le Saffran (auch Sapharanum; Saphar Castrum; Castrum Zafetanum) nannten. Die Burg sicherte die Straße zwischen Akkon und Nazaret.
Am 7. Juli 1187 besetzte ein Heer Sultan Saladins die Burg und nutzte sie während der Belagerung von Akkon (1189–1191) als Basis für seine Entsatzangriffe. Im Zuge des Kreuzzugs Friedrichs II. erhielten die Christen die Burg 1229 aufgrund eines Abkommens zurück. Der Besitz wurde ihnen auch in Waffenstillstandsverträgen von Sultan Baibars I. 1271 und Sultan Qalawun 1283 bestätigt. Spätestens 1291 wurde die Burg schließlich von den muslimischen Mamluken erobert.
Von der Burg ist die Ruine des Donjons erhalten, den die Einheimischen al-Burj (arabisch, „der Turm“) nennen. Die Ruine ist dem Verfall ausgesetzt und in schlechtem Zustand.
Die Lebensverhältnisse im Jahr 1958 beschreibt Erich Lüth nach einem Gespräch, das er mit einem Repräsentanten der dortigen drusischen Bevölkerung während einer Israelreise führte. Der drusische Scheih Saleh Khneifes von Schefarʿam  sagte zu ihm: „Neun Jahre israelischer Zugehörigkeit reichten jedoch aus, um unser Dorf […] mit kargem Brunnen […] mit einer Wasserleitung zu versorgen. […] gibt es für Shefarʿam  keine versiegenden Brunnen mehr.“
2005 war die Stadt Schauplatz eines Anschlags des Attentäters Eden Natan-Zada, in dem vier Personen getötet wurden.

## Bekannte Einwohner
- Emil Habibi (1922–1996), Schriftsteller und Politiker
- Mohammad Barakeh (* 1955), Politiker
- Karimeh Abbud (1893–1940), Fotografin